# Кос де Йонґ
Кос де Йонґ (нід. Koos de Jong, 7 квітня 1912 — 20 серпня 1993) — нідерландський яхтсмен.
Бронзовий призер Олімпійських Ігор 1948 Firefly року, учасник 1952 року.
```
 Gold: ['N 1959']
 Bronze: ['N 1955', 'N 1962']
```